# Уилям Кенеди
 Тази статия е за писателя.  За пътешественика вижте Уилям Кенеди (пътешественик).  
Уилям Кенеди (на английски: William J. Kennedy) е американски писател и журналист.

## Биография
Роден на 16 януари 1928 г., живял и израснал в Олбани, щата Ню Йорк.
Много от неговите романи представят взаимодействията между членове на измисленото ирландско – американско семейство Фелан и използват много случки от историята на Олбани като основни идеи.
Произведенията на Кенеди включват: „Крака“ (1975), „Най-великата игра на Били Фелан“ (1978), „Диворасляк“ (1983, носител на награда Пулицър за 1984 г. и филмиран през 1987 г.). След като отслужва редовната си служба в армията Кенеди живее известно време в Пуерто Рико, където се запознава с учителя си – Сол Белоу, който го окуражава да пише. Докато живее в Сан Хуан се сприятелява с писателя и журналист Хънтър Томас. Приятелство, продължило дълги години. Кенеди е сравняван с Джеймс Джойс поради причина, че и той като ирландския писател използва един град за център на събитията в повечето си произведения.

## Произведения

### Самостоятелни романи
- The Ink Truck (1969)
- Code Conquistador (1982)
- Roscoe (2002)
- Chango's Beads and Two-Tone Shoes (2011)

### Серия „Олбани“ (Albany)
1. Legs (1975)
2. Billy Phelan's Greatest Game (1978)
3. Ironweed (1983)
Диворасляк, изд.: „Народна култура“, София (1989), прев. Мадлена Евгениева
4. Quinn's Book (1988)
5. Very Old Bones (1992)
6. The Flaming Corsage (1996)

### Серия „Чарли Маларкей“ (Charlie Malarkey) – сБрендън Кенеди
1. Charlie Malarkey and the Belly-Button Machine (1986)
2. Charlie Malarkey and the Singing Moose (1994)